# Saluschany (Lwiw)
Saluschany (ukrainisch Залужани; russisch Залужаны Saluschany, polnisch Wei(s)smanówka bzw. Neuhof, ab 1939 Nowy Dwór Uherski) ist ein Dorf in der westukrainischen Oblast Lwiw mit etwa 50 Einwohnern.
Es gehört seit dem 30. April 2017 zur Siedlungsgemeinde Welykyj Ljubin, bis dahin war es mit sechs anderen Dörfern ein Teil der Landratsgemeinde Sawydowytschi (Завидовичі).
Am 12. Juni 2020 wurde das Dorf, welches bis daher im Rajon Horodok lag, ein Teil des neu gegründeten Rajons Lwiw.

## Geschichte
Etwa an der Wende des 18. Jahrhunderts wurden 6,5 Kilometer südlich von Horodok, nördlich des Dorfes Sawydowytschi, deutsche Siedler angesiedelt. Die Siedlung wurde die unabhängige Gemeinde Neuhof.
Die Protestanten gehörten der Pfarrgemeinde Hartfeld in der Evangelischen Superintendentur A. B. Galizien an. In der Zwischenkriegszeit gab es eine Filialgemeinde der Evangelischen Kirche Augsburgischen und Helvetischen Bekenntnisses in Kleinpolen, die im Jahr 1937 62 Mitglieder hatte.
Im Jahre 1900 hatte die Gemeinde Neuhof 16 Häuser mit 105 Einwohnern, davon 71 deutschsprachige, 28 ruthenischsprachige, 6 polnischsprachige, 28 griechisch-katholische, 6 römisch-katholische, 71 anderen Glaubens.
Ab 1909 gehörten die örtlichen Mennoniten zur Gemeinde Kiernica-Lemberg.
Nach dem Ende des Polnisch-Ukrainischen Kriegs 1919 kam die Gemeinde zu Polen. Im Jahre 1921 hatte die Gemeinde Neuhof 14 Häuser mit 90 Einwohnern, davon 47 Deutsche, 25 Ruthenen, 18 Polen, 32 evangelische, 26 griechisch-katholische, 17 römisch-katholische, 15 anderer Christen.
Am 24. Mai 1939 wurde der deutschstämmige, jedoch bisher von der polnischen Verwaltung benutzte, Name Neuhof auf Nowy Dwór Uherski geändert.
Im Zweiten Weltkrieg gehörte der Ort zuerst zur Sowjetunion und ab 1941 zum Generalgouvernement, ab 1945 wieder zur Sowjetunion, heute zur Ukraine.